# Galescola
La paraula Galescola s'utilitza per denominar una xarxa d'escoles que tenen coma llengua vehicular el gallec.

## Història
La iniciativa de les Galescolas sorgeix l'any 2004 des de sectors reintegracionistes lingüístics galaico-portuguesos de Galícia com a resposta al problema d'escolarització dels nens i nenes galaicoparlants a les ciutats gallegues. El seu objectiu principal és la creació d'una xarxa d'escoles on els nens puguin parlar gallec en una situació de normalitat.
L'associació VOGAL (Viveiro e Observatório das Galescolas) va ser constituïda per a definir i organitzar el projecte, col·laborar amb les Galescolas, i actuar com a coordinadora. Dona el seu suport tècnic, jurídic i financer, participant en el capital social de les escoles quan sigui precís, i també té com a objectiu col·laborar amb organismes i associacions que busquin objectius semblants o complementaris. La seva intenció és crear escoles en règim de cooperativa, democràtiques i participatives, oferint un ensenyament laic i de qualitat. Les Galescolas es proposen com a escoles multilingües, amb el gallec-portuguès com a llengua primera i vehicular, i busquen també promoure les relacions amb la resta de cultures lusòfones. El projecte queda obert a totes les persones, amb la finalitat de donar una visió àmplia de la llengua gallega, també a la seva dimensió internacional, a la que tots s'hi puguin reconèixer i trobar-se a gust. Es va formar un grup per al primer projecte, que ja va començar a desenvolupar activitats a Vigo. El model organitzatiu proposat és el de cooperativa de treball associat, que permet integrar el professorat, mares pares i l'associació VOGAL.

## Xarxa de Centres Vogal
- Col·legi (1-16 anys) a Culleredo.
- Escola bresssol i infantil (0-6 anys) a Santiago de Compostela.
- Escola bressol (0-3 anys) a Burela.
- Dues escoles bressol (0-3 anys) a Vigo.
- Dues escoles infantil (3-6 anys) a Vigo.
- Dues escoles infantil i primària (6-12 anys) a Vigo.

## Galescolas de la Xunta
Posteriorment a aquestes, les "galescolas" de la Xunta, d'inspiració aïllacionista en matèria de llengua al contrari de les Galescolas proposades originalment per la VOGAL, són centres d'educació infantil de titularitat pública dirigits a nens i nenes de 0 a 3 anys on la llengua d'instrucció és el gallec segons els criteris establerts per la Real Academia Galega, encara que a les zones castellanoparlants s'estableixi només un màxim d'un terç de les hores que es desenvoluparan realment en gallec. Segons la Vicepresidència de la Xunta de Galícia, que excepte en la visió lingüística aïllacionista adoptada va copiar gairebé tot el seu projecte de la iniciativa llançada prèviament per la VOGAL, esperen obrir uns 99 centres finançats amb fons públics que donin cabuda a 5.500 nens i nenes. Les "galescolas" de la Xunta van començar a funcionar des del curs 2007-2008.
Actualment reben el nom de A Galiña Azul (La Gavina Blava).